# Euler (Beruf)

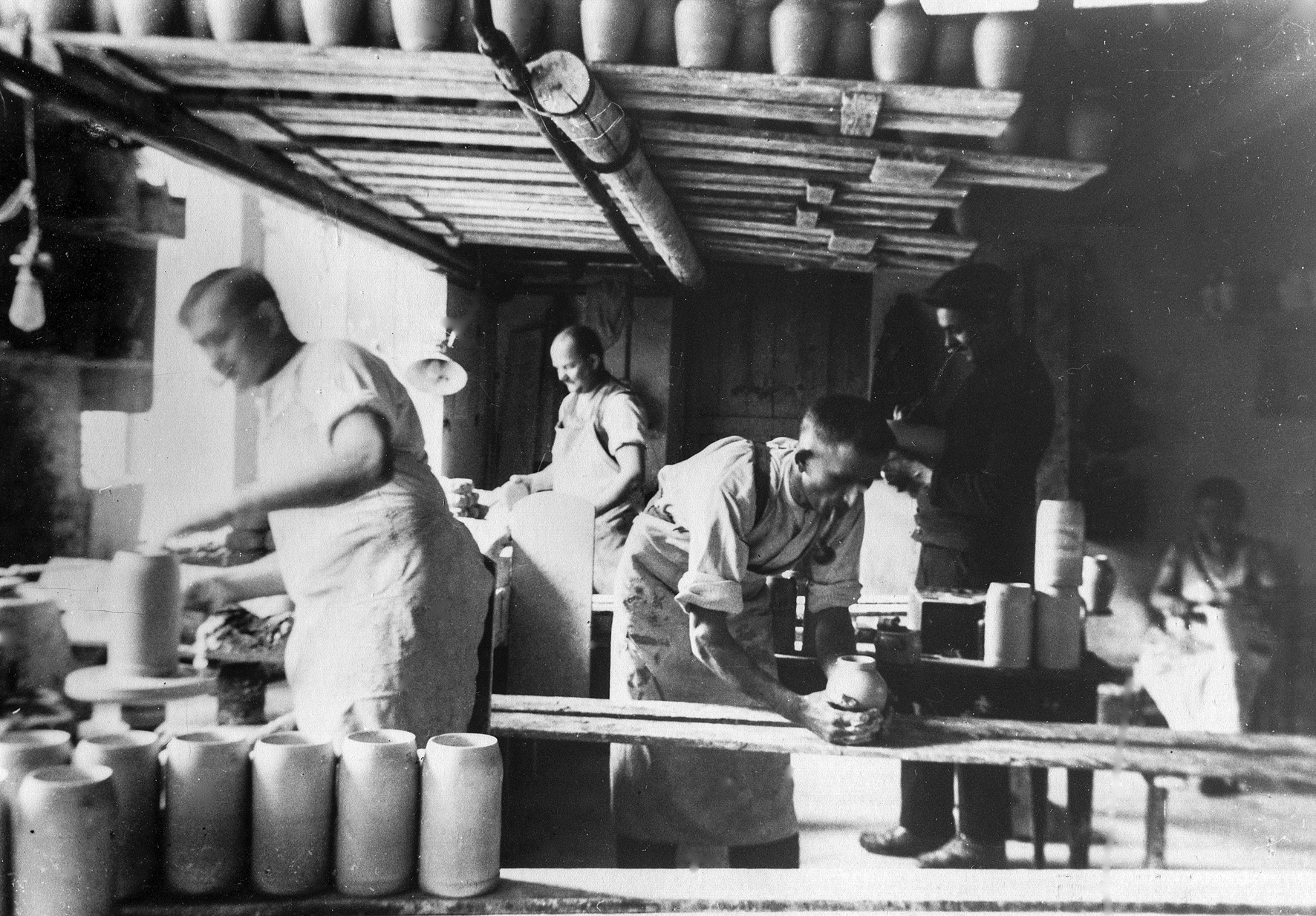
Euler in der Wirkstube

Euler ist der historische Sammelname aller Handwerker, die Tongefäße herstellten.

## Bedeutung
Euler waren die Handwerker, die Krüge und Kannen aus Ton herstellten. Eulerei war die Bezeichnung für die Werkstätten, in denen die Herstellung stattfand, heute würde man diese als Töpfereien bezeichnen. Die Tätigkeit des Drehens (Wirken) an der Töpferscheibe war den Männern vorbehalten, die Aufgaben der Frauen waren das „Blauen“ (bemalen) und das „Henkeln“ der Tonware. Einen besonderen Aufschwung nahm das Eulerhandwerk im 16. und 17. Jahrhundert im Westerwald. Durch den Zuzug von Eulermeistern (Töpfermeistern) aus dem Siegburger Raum in die Stadt Höhr im Westerwald erlebte das noch einfache Töpferhandwerk einen Aufschwung. Durch eine neue Herstellungstechnik und gute Tonerde entstand das neue salzglasierte „Grau-Blau“ Steinzeug. Nun verbreiteten sich die Euler auch in anderen Städten des Kannenbäckerlandes, besonders aber in der Nachbarstadt Grenzhausen. Die Eulereien im 18. und 19. Jahrhundert spezialisierten sich vermehrt auf Massenwaren wie Bierkrüge, Wasserflaschen und Vorratsgefäße, die sogenannte Eulerware.
Die Bedeutung der Euler sank in den letzten hundert Jahren unter der Konkurrenz des in Europa nacherfundenen Porzellans zur Bedeutungslosigkeit ab. Auch die Hersteller von Sauerwasserflaschen für die Mineralbrunnen und Bierkrügen für Brauereien konnten gegen Ende des 20. Jahrhunderts die Konkurrenz mit dem Glas nicht bestehen. Sie mussten die Produktion weitgehend einstellen.
Übrig blieben bis heute die Töpfereien, die kunstvoll verzierte Gebrauchskeramik und künstlerisch gestaltete Objekte herstellen. Das Wort Euler gehört noch heute zum aktiven Sprachschatz im Kannenbäckerland. Die Eule ist im Kannenbäckerland, dessen Mittelpunkt die Stadt Höhr-Grenzhausen ist, im Anklang an den Namen des Eulers, dessen Sinnbild. Geografischen Niederschlag findet das Handwerk in den Eulerstraßen in den Orten Höhr-Grenzhausen, Ransbach-Baumbach und Vallendar.

## Namensherkunft
Euler, Eulner, andernorts auch „Ullner“ oder „Aulner“, leitet sich vom lateinischen olla (Topf) ab. Im ausgehenden Mittelalter war es der Sammelname aller Handwerker, die Tongefäße herstellten.

### Sprachwissenschaftliche Definition
Entlehnung aus dem vulgärlateinisch, galloromanisch Ōlla, welches heute noch im Süden Frankreichs und in einigen anderen romanischen Dialekten anzutreffen ist. Auszugehen ist vom lat. aulla »Topf«, »welches sich über den Diminutiv auxilla über *auxla zu ai. Ukha, Kochtopf', got. auhns, anorw. ogn, asche. oghn ,Ofen', zu einer idg. Wurzel *auqu(h)-, *uqu(h)-, stellt. Aus derselben Wurzel stammend vermutet man auch durch dissimilatorischen Lautwandel Formen mit Labial, wozu auch ahd. ovan, anord. Ofn ,Ofen' gehörte. Möglicherweise beruht die Wortsippe auf einem Wanderwort unbekannter Herkunft. Ahd. ūla, mhd. ŭle, nhd. Aul ist aus gallorom. ōlla nach germ. Lautgesetz (o zu u) gebildet«. Das Wort stellt ein sehr gutes Beispiel für den Einfluss der romanischen Sprachen im Rheingebiet dar.

## Eulerware
Die hergestellten Erzeugnisse der Eulereien waren Wasserflaschen, Ausschank- und Trinkkannen, Bierkrüge, Kannen mit Henkel, Vorratsbehälter, Milch-, Rahm- und Einmachtöpfe und Küchengeschirr aller Art. Ein kleinerer Zweig produzierte Wichstöpfe (Topf für Schuhcreme und Sattelfett usw.) und Apothekergefäße verschiedener Form, also Kleingefäße, dazu oft Kinderspielzeug.

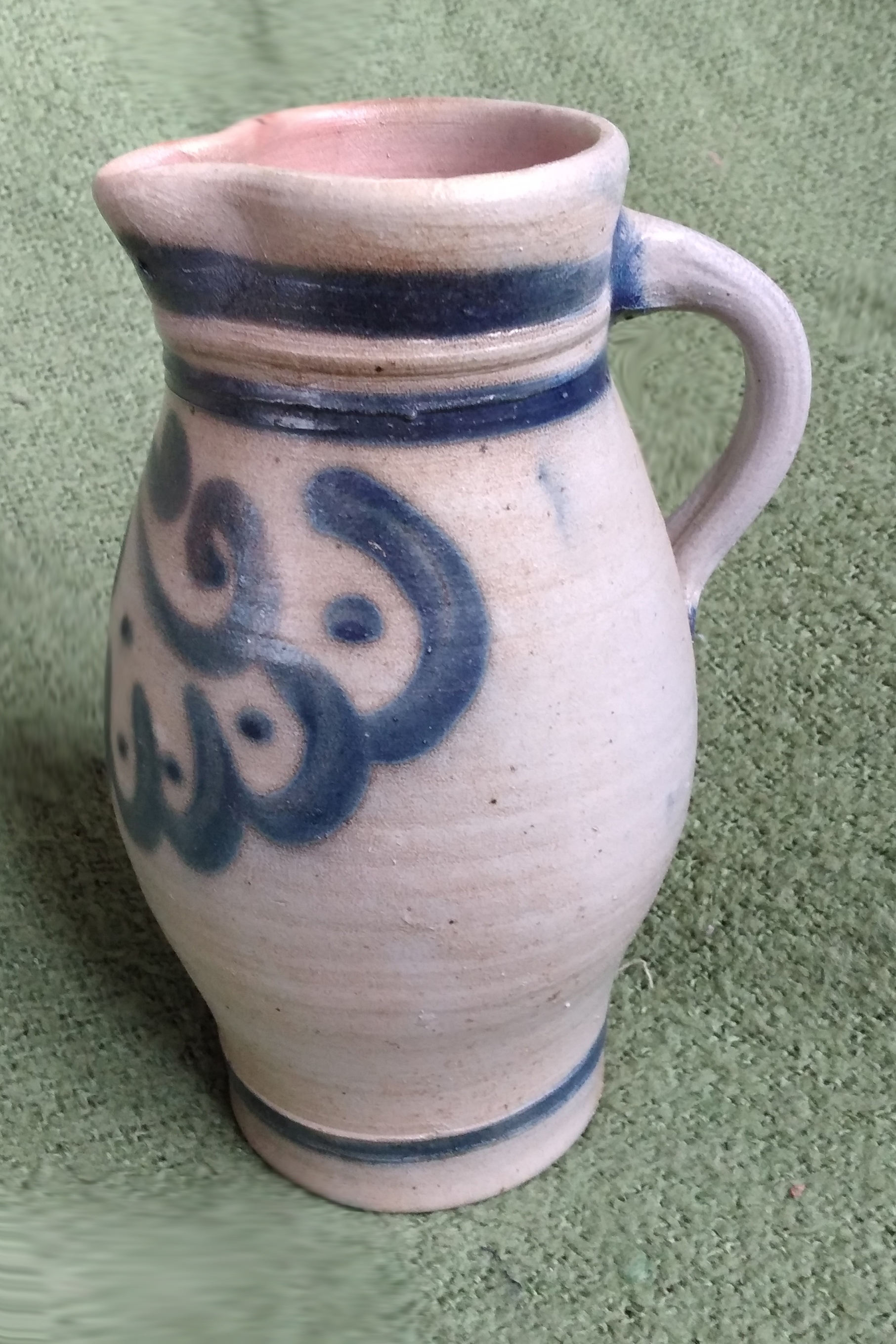
Steinzeug, Kanne mit Henkel (Bembel)
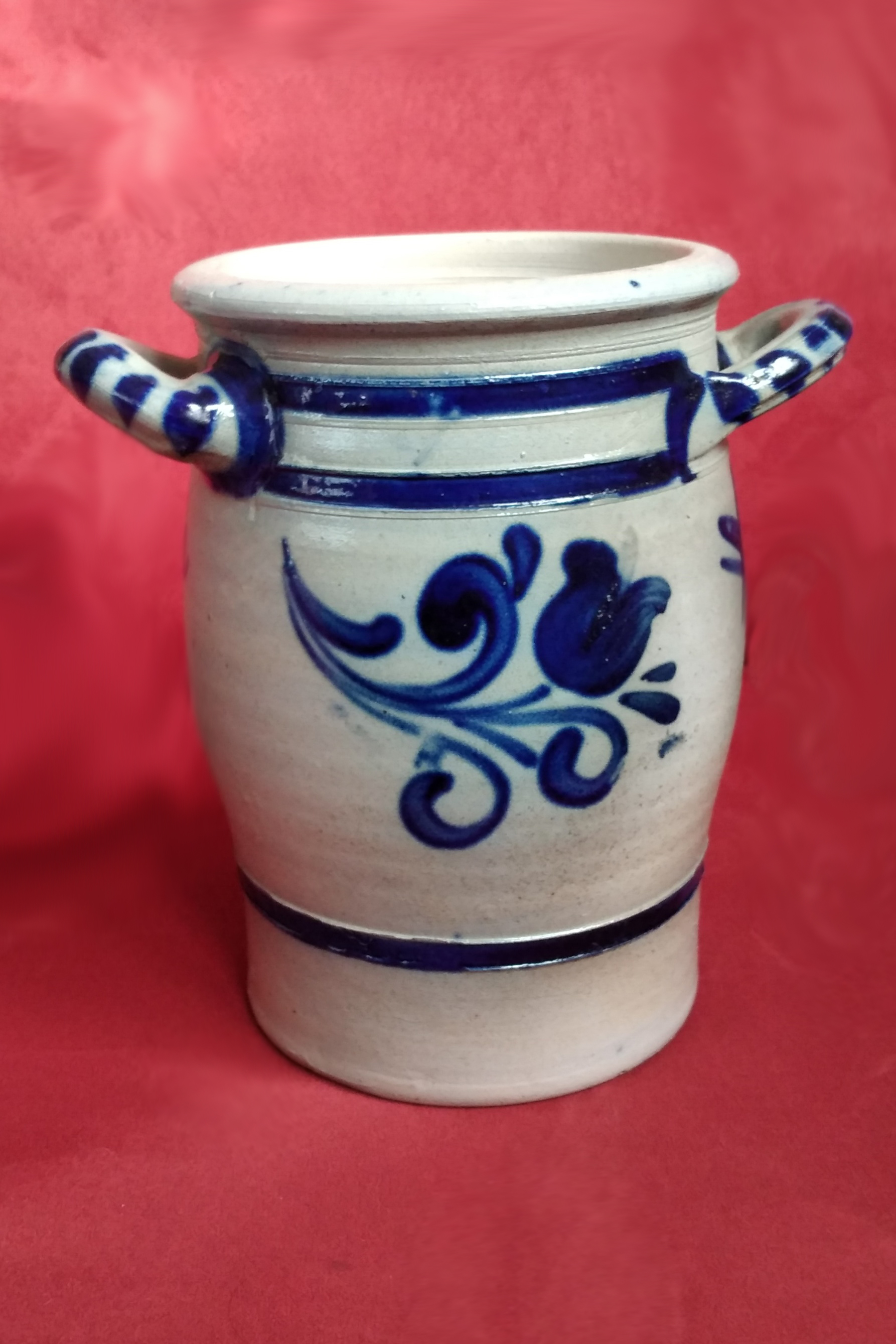
Steinzeug, Vorratsbehälter „Häfen mit 2 Henkel“
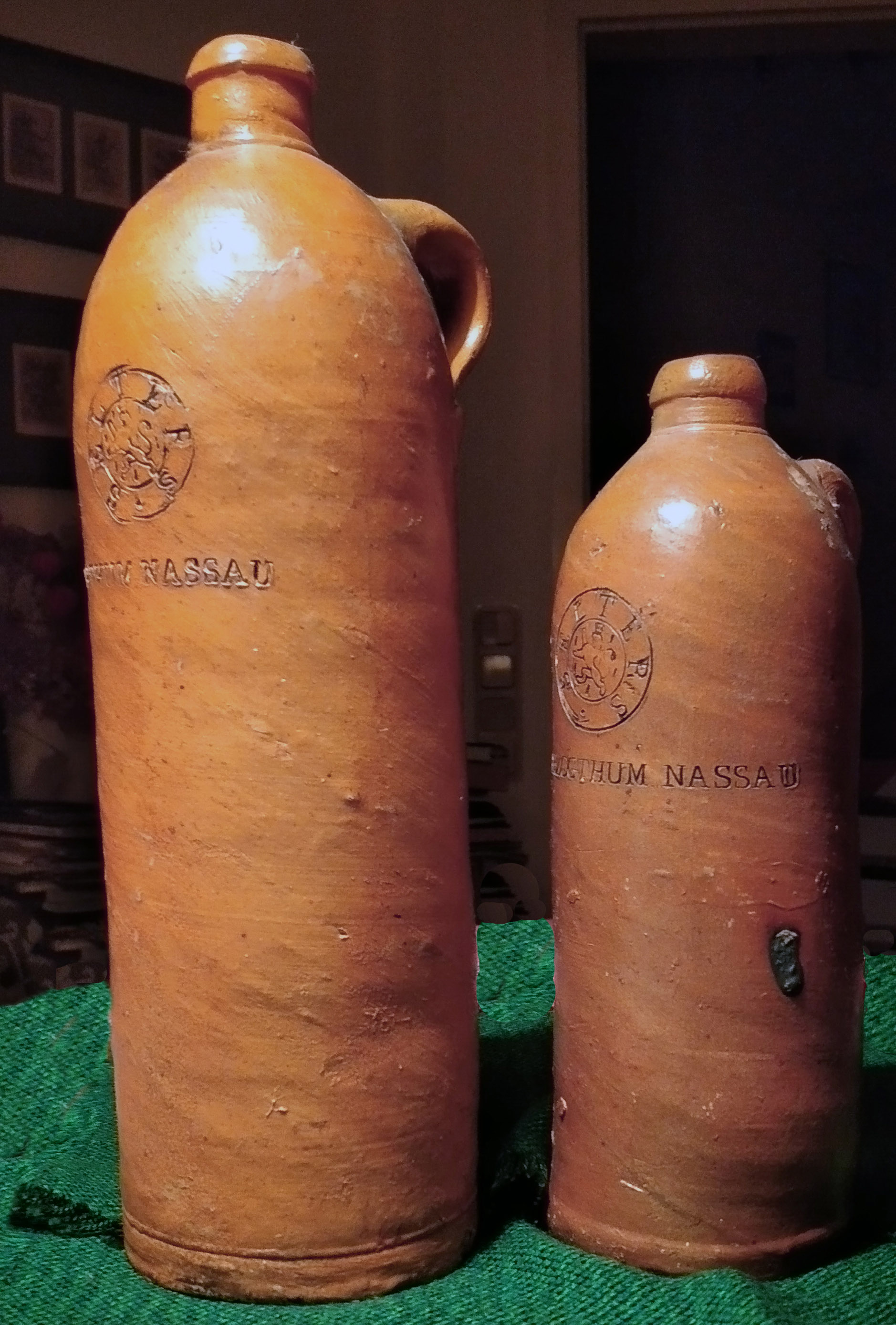
Steinzeug, Wasserflaschen um 1900

## Eulersprache
Die Fachsprache der Euler des Kannenbäckerlandes wird zum Kreise der alten Handwerkerfachsprachen gezählt. Sie hat niemals eine schriftliche Fixierung erfahren, sondern konnte immer nur im gesprochenen Wort erlebt werden. Als Fachsprache einer an eine bestimmte Region gebundenen Zunft ist sie außerdem dialektgebunden.  Weitere Kennzeichen der Eulersprache sind außerdem noch ihre geringe Differenzierung sowie die Überstimmung der Syntax mit der des Dialektraumes. Außerdem weist sie auch häufig keine eindeutig definierten Fachtermini auf, Synonyme kommen relativ häufig vor. Aus dem mundartlichen Wortschatz der Euler sind einige Beispiele in der Tabelle aufgelistet.
| mundartlich |   | Bedeutung                                                                      |
| ----------- | - | ------------------------------------------------------------------------------ |
| blauen      | – | Bemalen der Tongefäße mit blauer Kobaltfarbe.                                  |
| mauken      | – | Das Garen des Tons, damit er besser formbar wird.                              |
| Kannofen    | – | Brennofen der Euler                                                            |
| stochen     | – | Feuer schüren                                                                  |
| Ringelchen  | – | rundes, gesandetes Brennhilfsmittel                                            |
| Dill        | – | Doppelholzbohle für die abgedrehten Tonwaren zum Trocknen.                     |
| klötzen     | – | Den Ton passend einteilen und Luft rausschlagen.                               |
| reedmachen  | – | Das Einritzen von Ornamenten in die Tongefäße.                                 |
| Schrotten   | – | Beim Brand zu Bruch gegangene Ware und unbrauchbar gewordene Brennhilfsmittel. |
| wirken      | – | Freidrehen von Gefäßen auf der Töpferscheibe.                                  |
| Salzen      | – | Die Tonwaren in der Endphase des Brandes durch Zugabe von Salz glasieren.      |
| Döppe       | – | Topf aus Steinzeug von verschiedener Gestalt und Verwendung.                   |
| Wirkstube   | – | Raum der Eulerei, in welchem die Wirker arbeiten.                              |